# سي بي آر إي غروب
سي بي آر إي جروب (بالإنجليزية: CBRE Group)‏ هي شركة مقرها لوس أنجلوس تم إنشائها في عام 1906، هي شركة موجودة في قائمة فورتشين 500، وهي أكبر شركة عقارات في العالم من حيث العائد لعام 2012؛ الشركة لديها 75 ألف موظف وأكثر من 450 مكتب في جميع انحاء العالم وكذالك عملاء في أكثر من مائة دولة حول العالم. الشركة غيرت اسمها من CB Richard Ellis Group, Inc. إلى CBRE Group, Inc. في 3 أكتوبر 2011.
في عام 2016؛ الشركة تملك 87 مليار دولار أمريكي اصول تحت الإدارة (Asset Under Managment). في سنة 2016 كان عوائد الشركة كالنحو الآتي:-
أمريكا: %55.3
أوروبا والشرق الأوسط وأفريقيا:%30
آسيا:%11

## خدمات
تقدم CBRE خدمات لكل من شاغلي العقارات والمستثمرين فيها:
1-خدمات للمقيمين
توفر CBRE الخدمات التالية:
- خدمات إدارة المرافق
- إدارة المشاريع والمعاملات (مبيعات وتأجير العقارات)
- الخدمات الاستشارية، في مجالات أخرى.

2-خدمات للمستثمرين
توفر الخدمات التالية:
- أسواق رأس المال
- مبيعات العقارات
- وساطة الرهن العقاري التجاري
- إنشاء القروض وتقديمها *تأجير العقارات
- إدارة الاستثمار
- إدارة الممتلكات
- خدمات التقييم والتطوير، من بين أمور أخرى.

## تاريخ
تم تأسيس ، تاكر ولينش وكولدويل وهو أقدم سلف لشركة سي بي آر سي ، في 27 أغسطس 1906 ، بعد زلزال سان فرانسيسكو عام 1906. أضافت الشركة بنجامين آرثر بانكر كشريك
- في 1913 أعادت تسمية نفسها كولدويل ، كورنوال آند بانكر
- في 1920. استقال كورنوال كشريك
- في 1940 ، وتم تغيير اسم الشركة إلى كولدويل ، بانكر آند كو ، والتي تم اختصارها في النهاية إلى كولدويل بانكر.
- في 1981 ، استحوذت شركة سيرز على كولدويل بانكر.
- في 1989 ، باعت سيرز وحدة كولدويل بانكر التجارية لمجموعة الاستحواذ التي تقودها الإدارة بما في ذلك مجموعة كارلايل مقابل 300[6][7] مليون دولار تقريبًا.[6]
- بعد الشراء ، تم تغيير اسم الشركة إلى مجموعة CB [8] التجارية العقارية. احتفظت المجموعة السكنية باسم كولدويل بانكر.

- في 1996، أصبحت الشركة شركة عامة من خلال طرح عام أولي ، حيث جمعت ما يقرب من 80 مليون دولار.
- في 1997 ، استحوذت الشركة على كول للخدمات العقارية مقابل 145 مليون دولار.
- في 1998، اندمجت CB التجارية مع ريتشارد إليس الدولية المحدودة وغيرت اسمها إلى سي بي ريتشارد إليس. .
- في 2001 ، تم الاستحواذ على سي بي ريتشارد إليس في صفقة شراء بالرافعة المالية من قبل مجموعة استثمارية بقيادة بلوم كابيتال في صفقة قيمتها 800 مليون دولار.
- في 2003، استحوذت الشركة على مجموعة Insignia المالية مقابل 415 مليون دولار.
- في 10 يونيو 2004 ، أصبحت سي بي ريتشارد إليس مرة أخرى شركة عامة من خلال طرح عام أولي.
- في 2006، تمت إضافة أسهم الشركة إلى مؤشر S&P 5000
- في ديسمبر 2006 ، استحوذت الشركة على شركة ترامل كرو مقابل 2.2 مليار دولار.
- في 2011، استحوذت الشركة على أعمال الاستثمار العقاري لمجموعة ING مقابل 940 مليون دولار.
- في 2011 ، غيرت الشركة اسمها إلى سي بي آر جروب
- في 2013 ، استحوذت الشركة على نورلاند للخدمات المدارة، وهي شركة مزودة لخدمات إدارة المرافق والطاقة والمشاريع في المملكة المتحدة وأيرلندا.
- في 2015، استحوذت الشركة على حلول مكان العمل العالمية من جونسون كونترولز.
- في 2018 ، استحوذت الشركة على مصدر المنشأة
- في 2019 ، استحوذت المجموعة على مطور لندن منازل تيلفورد.
- في 2020 ، تم نقل مقر المجموعة إلى دالاس ، تكساس.

## الخلافات

### مزايدة
وفقًا لدعوى قضائية في عام 2012 ، انتهكت CBRE قواعد(المؤسسة الاتحادية للتأمين على الودائع ) من خلال السماح لبنك بوابة حجرية في فلوريدا بدفع مبلغ أقل لفرع ما مقارنة بمستشار يدعى كينيث إتش توماس قدم عرضًا للحصول عليه. ومع ذلك ، ليس من الواضح ما إذا كانت الدعوى قد تمت متابعتها.

## وصلات خارجية
- الموقع الرسمي